# Anopheles longirostris
Anopheles longirostris este o specie de țânțari din genul Anopheles, descrisă de Steffen Lambert Brug în anul 1928. Conform Catalogue of Life specia Anopheles longirostris nu are subspecii cunoscute.